# Comitê da OTAN sobre os Desafios da Sociedade Moderna
O Comitê da OTAN sobre os Desafios da Sociedade Moderna (em inglês NATO Committee on the Challenges of Modern Society, NATO/CCMS) foi um comitê de pesquisa científica criado em 1969 pelo Conselho do Atlântico Norte (North Atlantic Council) para estudar problemas ambientais de várias nações, e a qualidade de vida de seus povos.
NATO/CCMS é agora aprte do programa geral de ciências da OTAN, programa Ciência para a Paz e Segurança da OTAN (PSP, NATO Science for Peace and Security)